# Otto Weissert
Otto Heinrich Weissert (* 11. August 1903 in Mannheim; † 29. Oktober 1969 in Zürich) war ein deutscher Theaterdirektor.
Otto Weissert emigrierte 1934 wegen seiner jüdischen Ehefrau in die Schweiz. Er war Mitgründer des Cabaret Cornichon und des Cabaret Fédéral in Zürich.